# 土呂八幡宮
土呂八幡宮（とろはちまんぐう）は、愛知県岡崎市福岡町にある神社。本殿は重要文化財に指定されている。

## 概要
社伝によれば、奈良時代末期、京都から下ってきた神官によって創建されたという。1564年（永禄7年）、三河一向一揆により焼失したが、徳川家康の命を受け石川数正によって再建された。さらに1619年（元和5年）、三河代官畔柳寿学が伊勢の大工河北次郎兵衛定守に命じて本殿を建立した。1743年（寛保3年）、山畑村と上下土呂村が修理を行い、1824年（文政7年）に拝殿が再建された。1846年（弘化3年）、中門の再建と回廊の新築が行われた。
1931年（昭和6年）1月9日、本殿が旧国宝（現・重要文化財）に指定された。本殿の様式は三間社勾欄付流造。屋根は檜皮葺（ひわだぶき）である。1743年（寛保3年）から1914年（大正3年）まで覆堂の中にあったので現在も再建の頃の建築部材がよく残されている。
また、1962年（昭和37年）3月1日、木造阿弥陀如来坐像が愛知県の指定文化財に指定された。像高は144.4センチ。市内の阿弥陀坐像としては最大のものである。「土呂の大仏さん」と言えばこの阿弥陀坐像を指す。
近世より大須賀氏が神主を務めている。10月16日に近い土・日曜日に手筒花火を伴う「秋の大祭」が開催される。
2019年（令和元年）6月9日、本殿の再建400年を記念した奉祝祭が開かれる。さらに6月16日には福岡学区市民ホームから土呂八幡宮の間で稚児行列が行われた。

## 文化財
重要文化財
- 本殿 - 1619年（元和5年） - 造営。

愛知県指定文化財
- 木造阿弥陀如来坐像 - 鎌倉時代

## ギャラリー

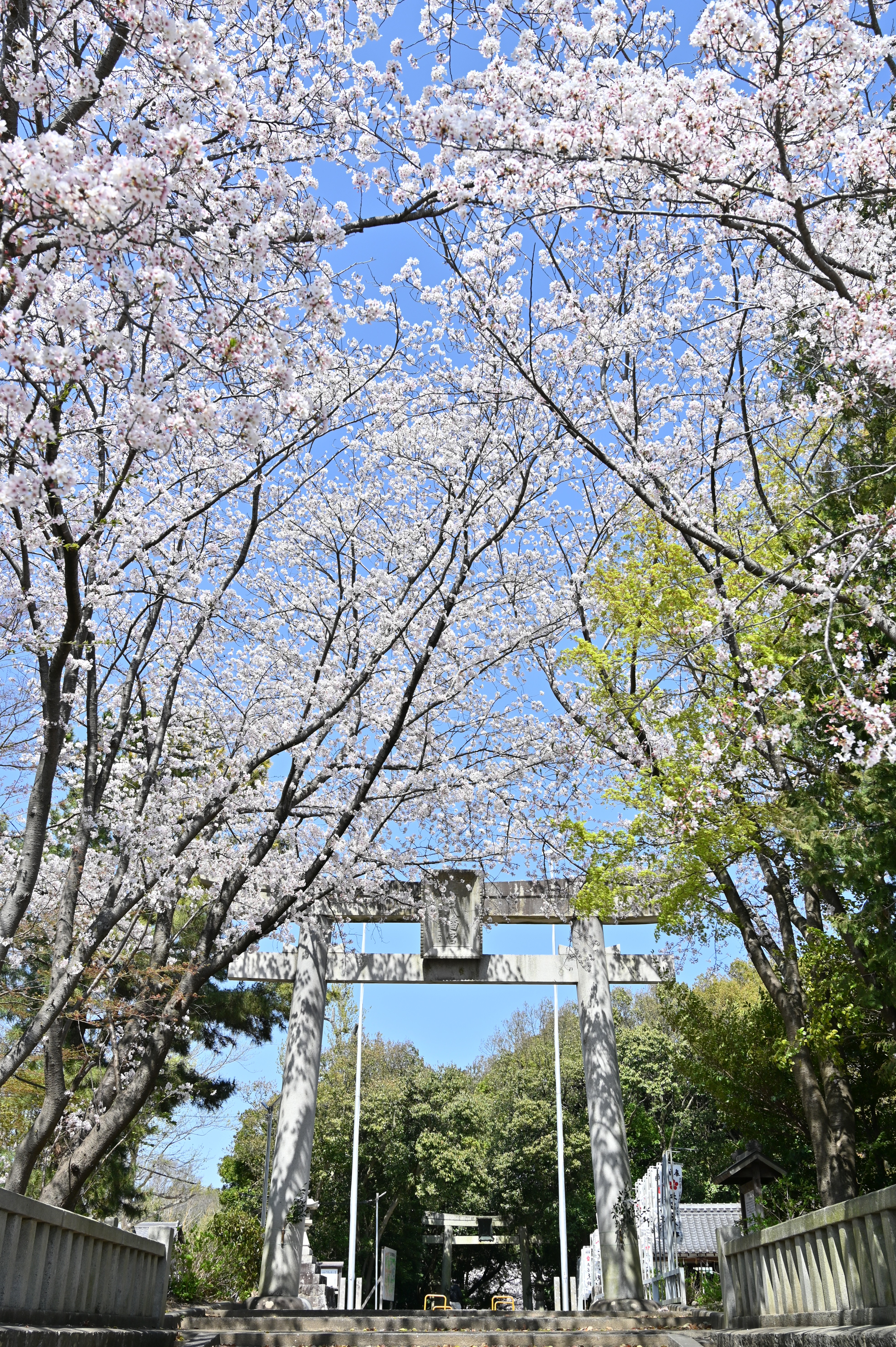
鳥居
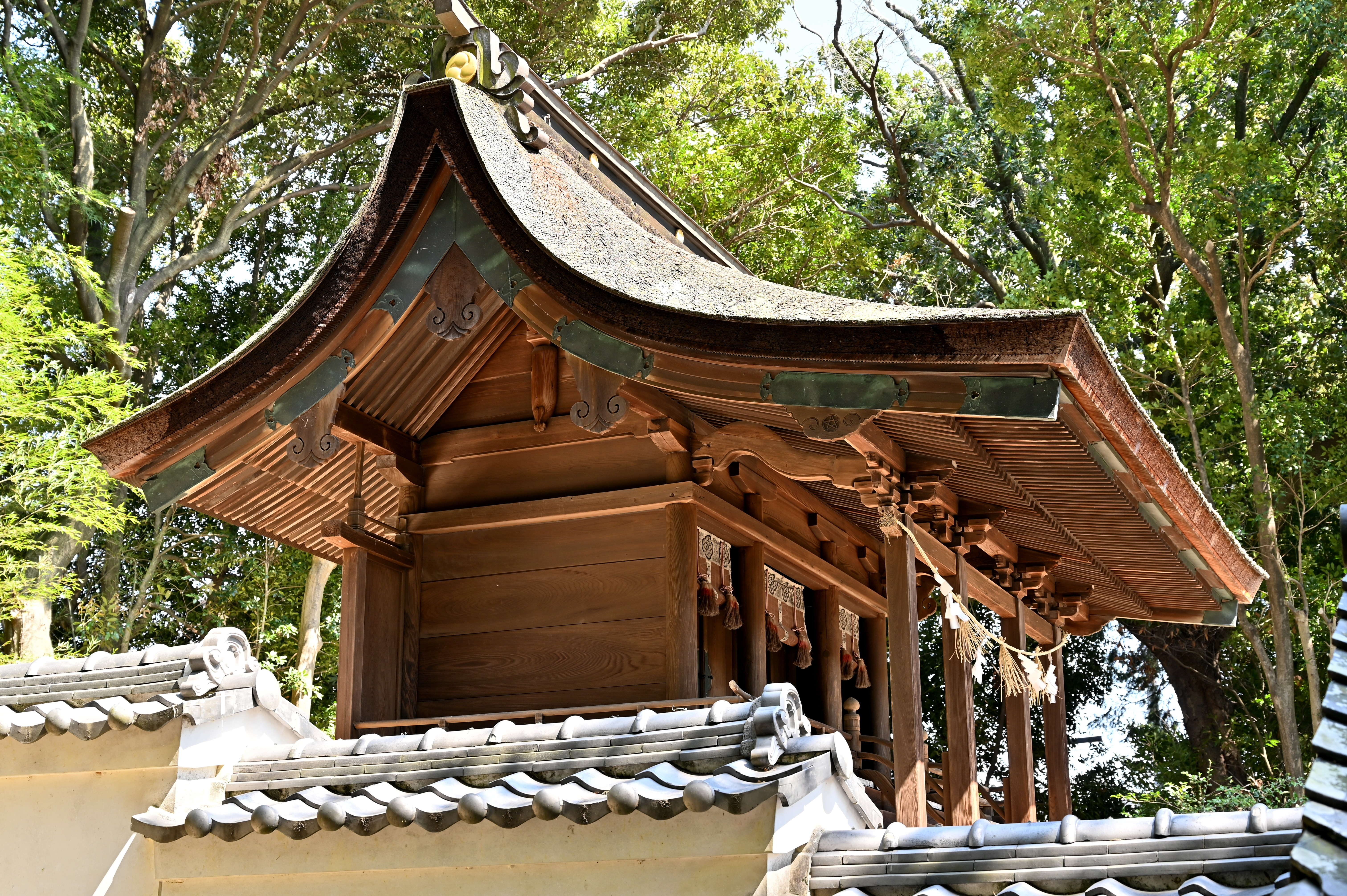
本殿
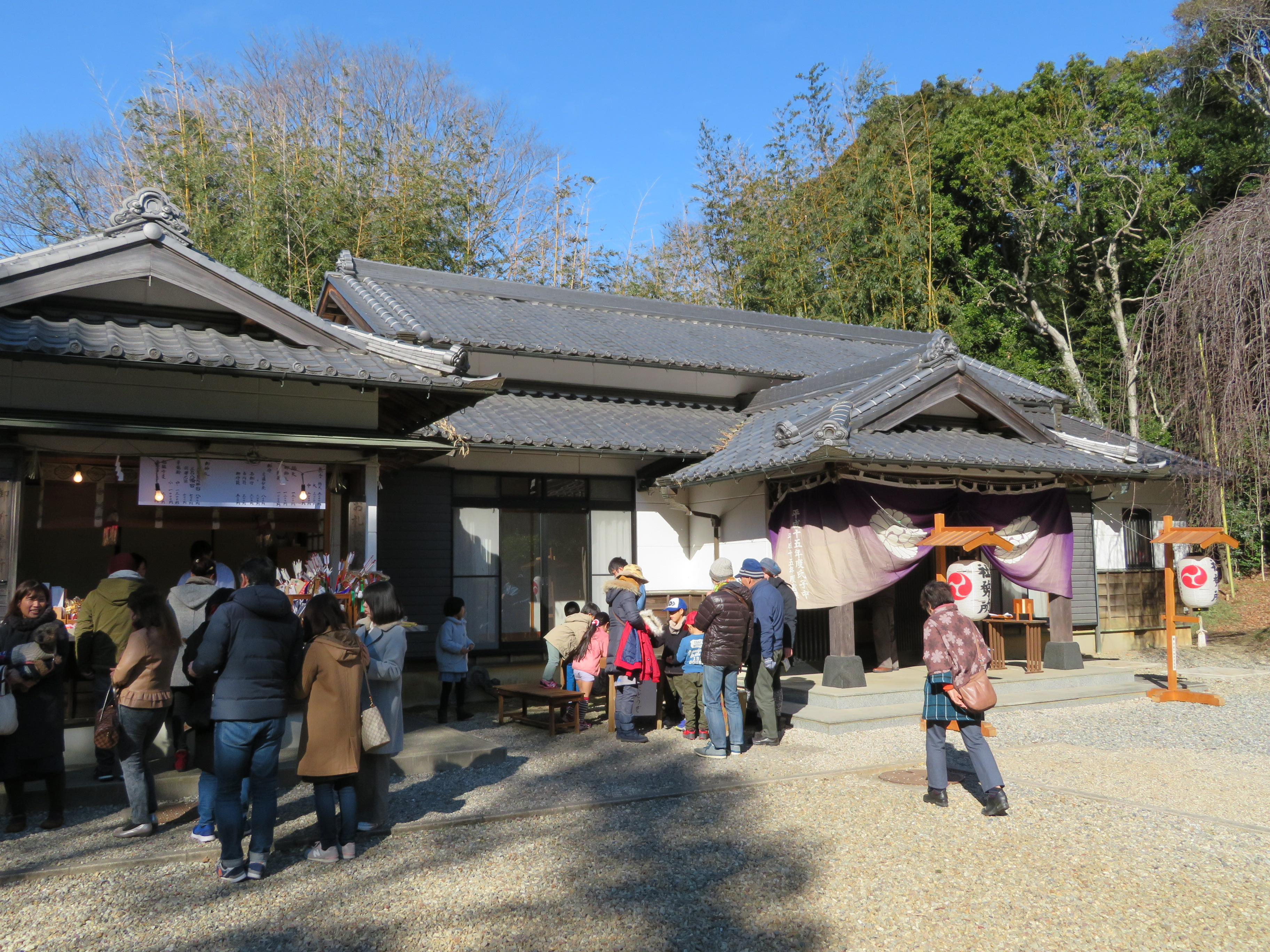
社務所
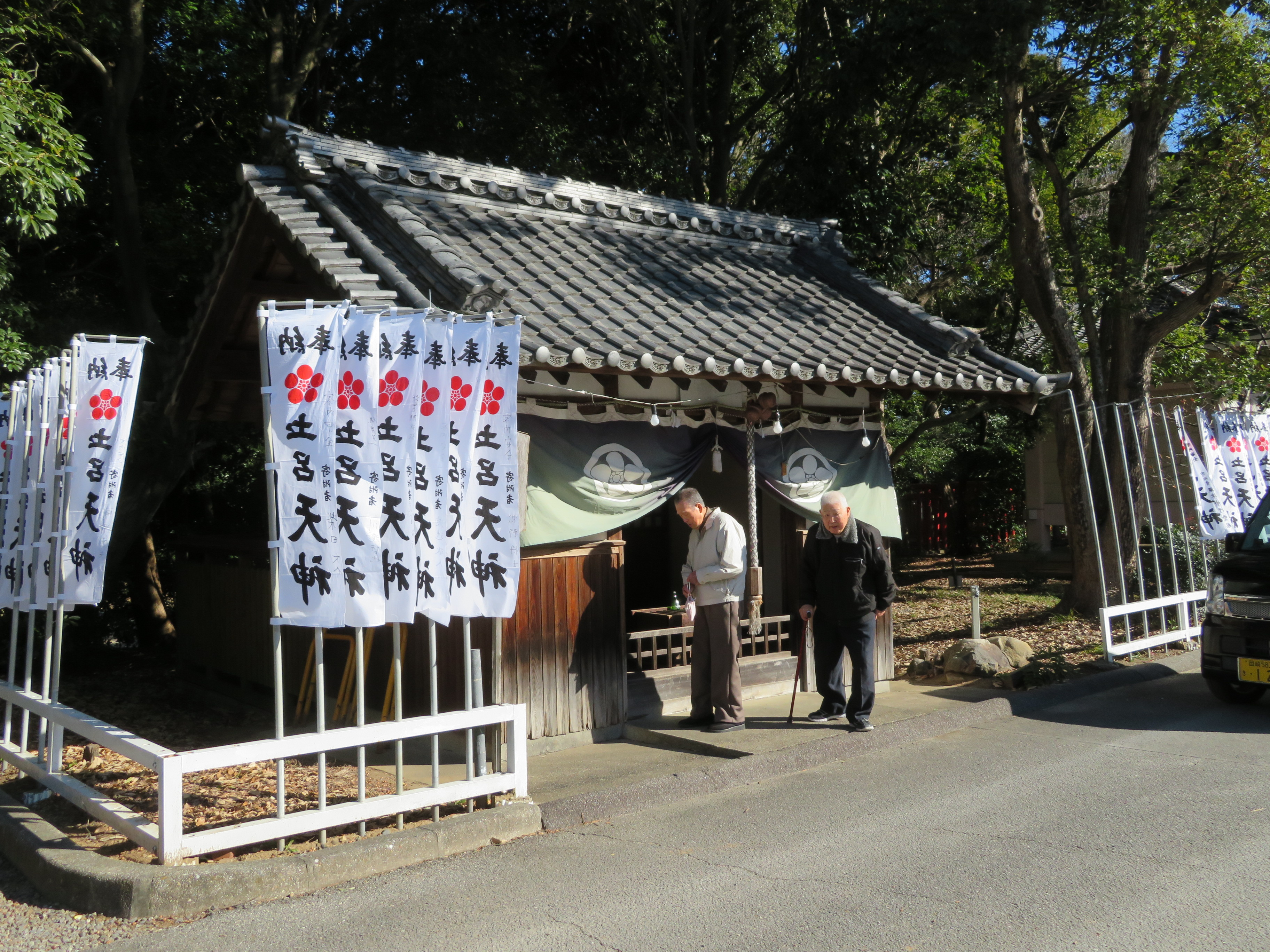
天神社
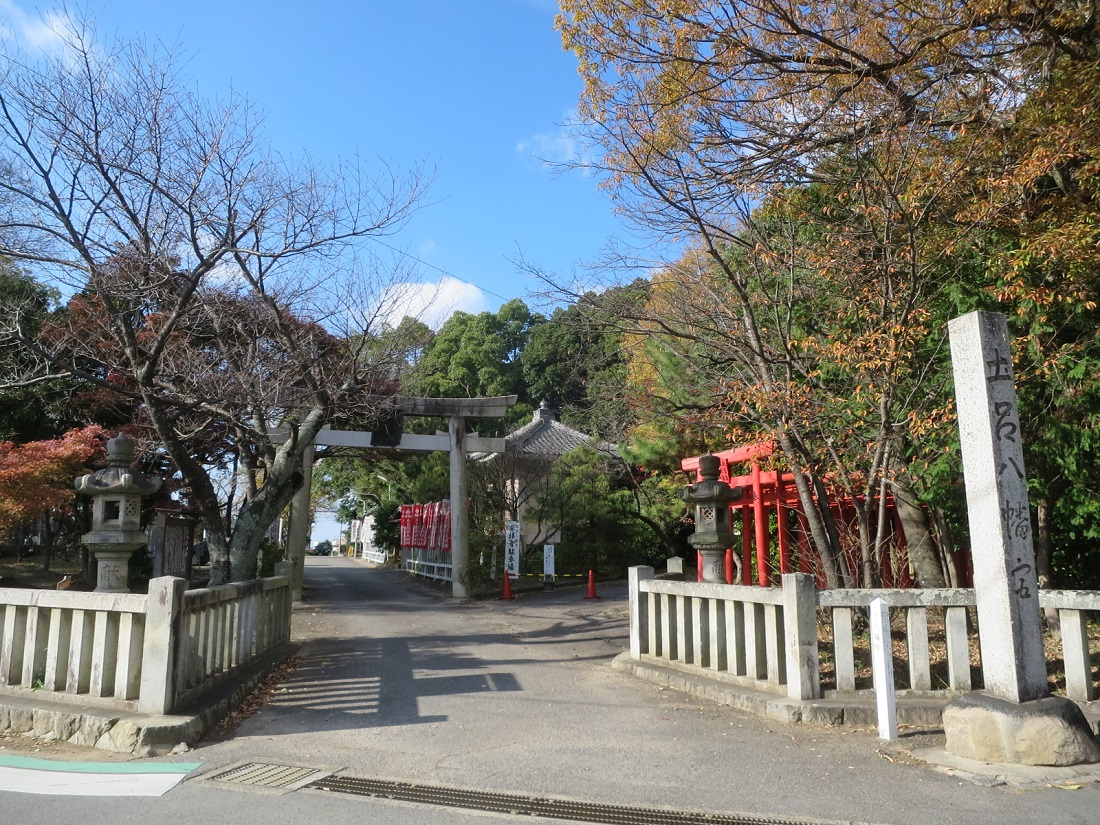
東側入口